# Giết mổ theo nghi thức

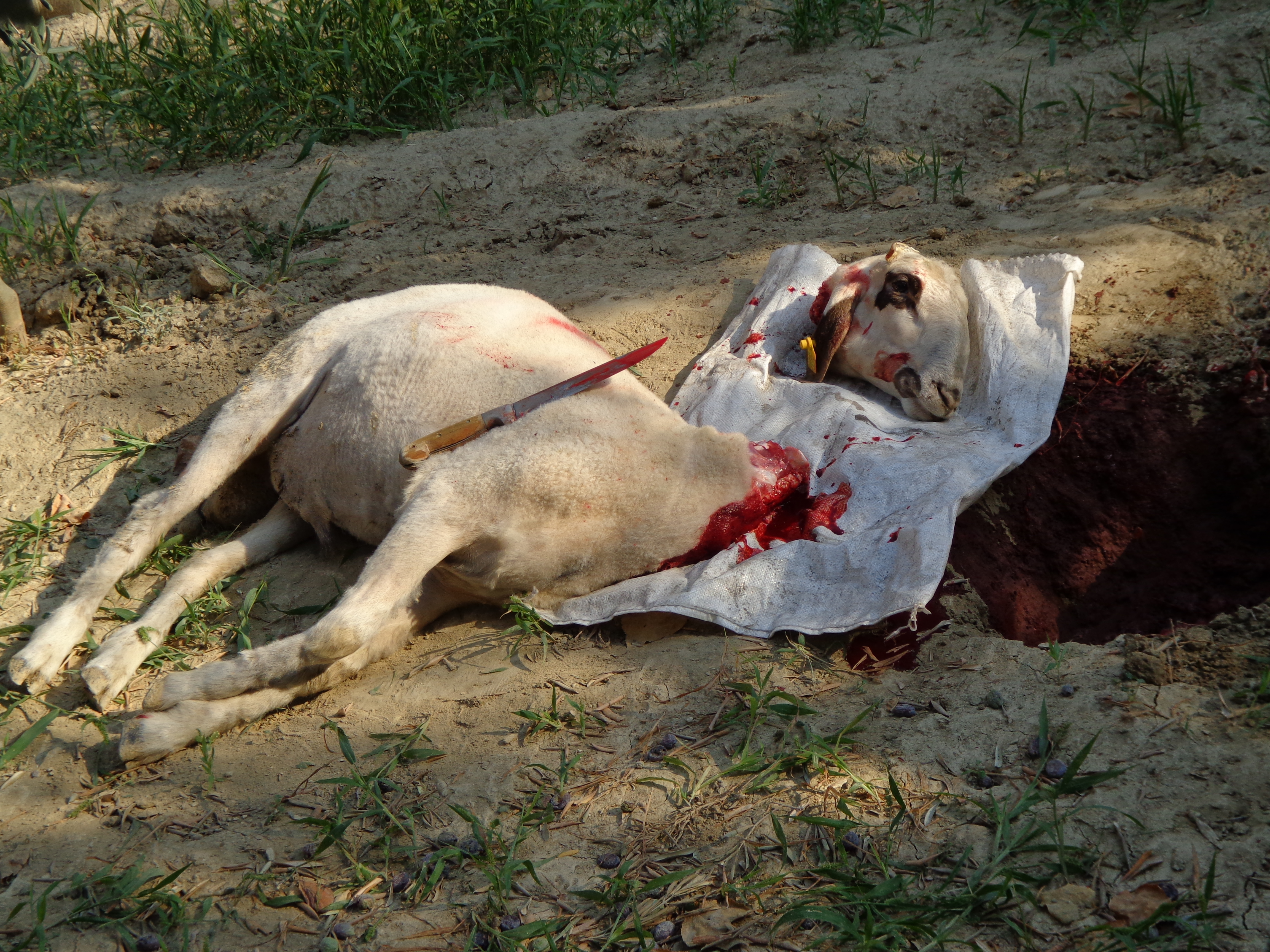
Giết mổ cừu theo lễ Qurban

Giết mổ theo nghi thức hay giết mổ theo nghi lễ là việc thực hành giết mổ động vật (thông thường đề cập đến việc giết mổ gia súc lấy thịt) phải được thực hiện theo những nghi thức, lễ nghi nhất định (trong bối cảnh của nghi lễ) thường mang tính tôn giáo, tín ngưỡng, lễ nghi, thần bí. Nghi thức giết mổ nghi lễ bao gồm một phương pháp quy định giết mổ một con vật cho các mục đích chế tạo ra thức ăn, thực phẩm. Giết mổ theo nghi thức như là một phương pháp bắt buộc giết mổ để lấy thịt được thực hiện bởi cộng đồng Hồi giáo và Do Thái với gần 25% dân số thế giới. Cả hai cộng đồng có triết lý tôn giáo tương tự về vấn đề này.
Điều này khác với các hiến tế động vật liên quan đến giết mổ gia súc, thường là trong các nghi lễ hiến tế, vì các mục đích khác ngoài việc sản xuất thức ăn đơn thuần. Nghi thức giết mổ cũng khác với quy trình giết mổ, là việc giết mổ theo những quy chuẩn, trình tự nhất định nhằm tăng hiệu quả của việc giết mổ (nhanh, gọn, lẹ, ít tiêu tốn thời gian công sức), tuân thủ đúng quy định pháp luật có liên quan (như phải đảm bảo vệ sinh an toàn thực phẩm, vệ sinh môi trường...) hoặc đảm bảo các quyền động vật, phúc lợi động vật kể cả khi giết mổ.
Hội đồng Phúc lợi Động vật Nông nghiệp (FAWC), tư vấn cho chính phủ Anh về cách để tránh tàn ác đối với gia súc, nói cách làm thịt Kosher của người Do thái và thịt Halal Hồi giáo gây ra những đau đớn nghiêm trọng cho động vật. Giết mổ nghi lễ ở nhiều nước EU chỉ là ngoại lệ đối với yêu cầu tiêu chuẩn, được bảo vệ bởi luật hình sự, làm cho động vật bất tỉnh trước khi giết mổ (trước khi cắt cổ). Trong khi người Do Thái hoàn toàn không chấp nhận làm bất tỉnh trước khi cắt, nhiều người Hồi giáo đã chấp nhận nó miễn là nó có thể cho thấy rằng, con vật có thể trở lại với ý thức sống bình thường (việc làm bất tỉnh không giết chết một con vật nhưng có ý định làm cho thủ tục sau không đau).

## Trong Hồi giáo

Quy định pháp luật đối với giết mổ nghi thức ở Châu Âu:
Không bắt buộc phải làm bất tỉnh
Phải làm bất tỉnh sau khi cắt
Phải làm bất tỉnh đồng thời
Phải làm bất tỉnh trước khi cắt
Giết mổ nghi thức bị cấm
Không có dữ liệu

Trong Hồi giáo, việc giết mổ chúng phải được giết mổ theo nghi thức Hồi giáo để phù hợp (حلال/ḥalāl) cho việc tiêu thụ sản phẩm động vật. Trước khi mổ, người mổ thịt phải kêu tên Thánh Allah (vị Chân Chủ). Dụng cụ giết mổ phải được mài sắc bén để đảm bảo tính nhân đạo. Động bật phải được giết ở khe cổ họng và phải còn sống trước khi bị mổ. Thịt của động vật bị chết hoặc bất tỉnh trước khi mổ không phải là thịt Halal. Thịt sau khi mổ phải được treo ngược lên để máu chảy ra hết. Thịt halal là thịt không dính máu. Việc giết mổ phải được thực hiện bởi người Hồi giáo hoặc người Do thái.
Một động vật nằm trong chủng loài Halal thì mới được giết mổ theo cách Halal. Ngoài cách cắt cổ ít gây đau đớn và chết nhanh, động vật phải được nuôi, chuyên chở, bắt và giữ theo điều kiện nhân đạo. Vì thế cách đập đầu, chích điện để gây ngất trước khi cắt cổ sẽ không được chấp nhận. Đối với việc cắt cổ có tên gọi là Dhabihah/Ḏabīḥah (ذَبِيْحَة): được xác định là phương pháp giết động vật với mục đích làm cho thịt chúng thích hợp cho con người sử dụng. Những điều kiện sau đây phải được thỏa mãn để Dhabh đạt được yêu cầu của luật Shariah. Người thao tác Dhabh (người cắt cổ) phải là người có tinh thần minh mẫn, và là người trưởng thành. Việc giết mổ phải được thực hiện dưới tay của một người Hồi giáo hoặc người Do Thái, nếu không được xem là không hợp quy và các tín đồ Hồi giáo sẽ không ăn do trường hợp này được xem là ngoại đạo sát sinh. 
Nếu một người thiếu hoặc mất khả năng do say hay là thiểu năng lý trí thì người ấy phải ngừng công việc cắt cổ ngay. Phải có người khác vào thay thế vị trí Dhabh này. Những cái dao để thao tác Dhabh phải thật sự sắc bén để tạo điều kiện cắt da và mạch máu để máu thoát nhanh và tức thì, để cho xuất huyết nhanh và toàn bộ, không thể nói là cắt cổ nếu chỉ cắt da và các phần khác mà không cắt tĩnh mạch cảnh. Tiến trình được bắt đầu với vết cắt bằng con dao sắt như khuyến cáo đã rút ngắn toàn bộ thời gian cắt cổ, và có vẻ như con vật ít đau đớn hơn là gây ngất.
Con vật bị gây ngất trước khi bị giết, đôi khi con vật vẫn không hề bất tĩnh khi bị đánh một lần mà phải đánh thêm lần nữa. Phương pháp Dhabh cho phép con vật thoát máu nhanh và hiệu quả. Tim đập càng mạnh thì máu thoát ra càng nhiều, sự co giật không chủ động của con vật bị giết theo cách thức Dhabh nhiều hơn những con vật bị gây bất tỉnh. Các điều kiện sinh lý được diễn tả có hiệu lực đối với sự thoát máu của cơ thể con vật, nhưng nó chỉ hoạt động hết công suất nếu con vật bị cắt cổ trong lúc còn sống bằng cách cắt cuống họng và để lại phần cột sống mà không gây bất động cho bộ não của con vật. Không nên mài dao trước mặt động vật đang chuẩn bị cắt cổ. Nơi cắt được thực hiện trên cổ động vật ở một điểm ngay dưới thanh môn.
Theo truyền thống, lạc đà được cắt cổ bằng cách rạch một đường dao ở bất cứ nơi nào trên cổ, tiến trình này được gọi là Nahr. Với cách thức hạn chế hiện đại và cách gây ngất, tiến trình này không còn thích hợp. khí quản và thực quản phải được cắt cùng với động mạch cảnh và tĩnh mạch cảnh. Xương sống không phải cắt vì thế đầu động vật không hoàn toàn bị nghiêm trọng. Bằng phương pháp gây ngất hoặc gây sốc, con vật vẫn còn sống một vài phút sau đó. Vì lý do này mà một vài cơ sở giết mổ dùng gây ngất cho súc vật và dùng gây giật trong nước có điện cho gia cầm. Ở một số nước, gây ngất bằng cách đánh đã làm cho súc vật bị chết. Cũng vì lý do này mà một số tổ chức đã không cho phép gây ngất trong quy trình giết mổ Halal.
Một nghi thức quan trọng là phải cầu nguyện cho con vật bị giết theo nghi lễ Tasmiyah hoặc là lời cầu nguyện nghĩa là nhân danh Allah bằng lời Bismillah (nhân danh Allah) hoặc là Bismillah Allahuakbar (nhân danh Allah, Allah vĩ đại) trước khi cắt cổ động vật. Lời cầu nguyện còn khác tùy theo từng trường phái khác nhau. Nhưng lời cầu nhân danh Allah là phổ biến hơn cả và được cho là điều kiện quan trọng của Dhabh. Một số hành động bị cấm như:
- Bắt con vật nằm xuống trước rồi sau đó mới mài dao là việc làm không được chấp nhận, vì lý do nhân đạo nên hành động mài dao trước mặt động vật trong lúc cắt cổ là không được chấp nhận.
- Để cho dao cắt chạm vào tủy sống hoặc là cắt đứt cổ động vật là việc làm không được chấp nhận. Việc cắt đứt đầu, đánh vào đầu hoặc là đập đầu là việc làm đáng ghê tởm đối với cộng đồng Muslim nói chung.
- Bẻ gãy cổ, lột da, cắt đứt từng phần hay là nhổ lông trong khi động vật vẫn chưa chết hẳn là không thể chấp nhận. Đôi khi trong các lò giết mổ công nghiệp, để đạt được tiến độ người ta đã tháo sừng, tai, chân trước trong khi con vật vẫn chưa chết hẳn. điều này đi ngược lại với nguyên tắc và yêu cầu của Dhabh và cần phải tránh.
- Thao tác Dhabh với dụng cụ cắt đã cùn (không bén) là không được chấp nhận.
- Không được cắt cổ con vật khi để con khác nhìn thấy cảnh đồng loại bị giết. Điều này đi ngược lại tiến trình giết mổ nhân đạo.

## Trong Lễ hội

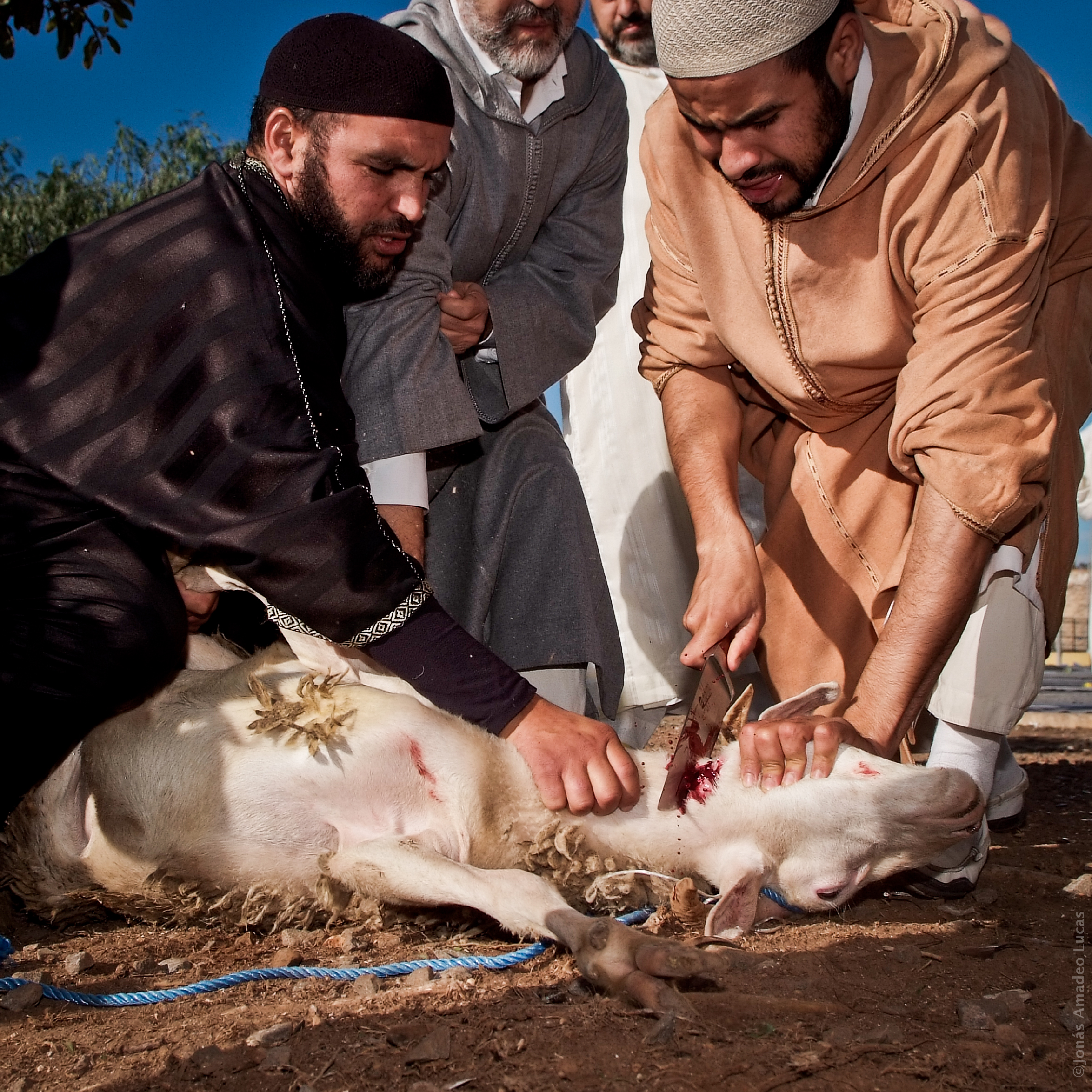
Giết mổ cừu non trong lễ hiến tế Eid at Adha

Lễ hội Eid al-Adha (hay còn được gọi là lễ tế sinh, lễ hiến sinh) kéo dài 3 ngày, là một trong những dịp lễ lớn nhất của người Hồi giáo nhằm tôn vinh việc Abraham đã sẵn lòng vâng lời Thượng đế mà hiến tế con trai Ishmael, trước khi Thượng đế can thiệp để cấp cho ông ta một con cừu làm vật hiến tế thay thế. Trước dịp lễ hội, người Muslim sẽ phải chuẩn bị sẵn những con vật hiến tế. Chúng phải là những con vật khỏe mạnh và sẽ được quyết định dựa theo điều kiện kinh tế của mỗi gia đình. Trong dịp này, những người Muslim (những người theo đạo Hồi) giết động vật mừng lễ hội Eid al-Adha.
Sau khi giết chết những con vật đáng thương, người dân sẽ chia thịt của chúng ra làm 3 phần: 1 phần mang về nhà thưởng thức, 1 phần khác tặng người thân và phần còn lại để chia cho những người nghèo. Eid Al-Adha nằm trong số ba lễ hội giết nhiều thú vật nhất trên thế giới tính theo số lượng thú vật bị "khai tử". Vào mỗi dịp lễ hội, có khoảng 100 triệu con vật bị giết bao gồm: cừu, dê, lạc đà. Riêng tại Pakistan, quốc gia này đã thống kê mỗi năm trong dịp lễ hội Eid Al-Adha ở nước này tiêu thụ khoảng 10 triệu vật nuôi, ước tính giá trị lên đến hơn 3 tỉ USD.
Có những khi thức khiến người xem phải rùng mình với nghi thức giết, mổ dê trong lễ hội tôn giáo ở châu Phi, Những du khách có mặt tại lễ hội tôn giáo Voodoo ở Benin đã thực sự cảm thấy sợ hãi khi chứng kiến nghi thức giết, mổ dê. Dù nghi thức trên bị các nhà bảo vệ quyền động vật lên án khá nhiều nhưng theo người dân ở Benin, nghi lễ trên là để cầu nguyện cho hòa bình, khi đất nước này, Tín ngưỡng Voodoo có lịch sử trên 10.000 năm, xuất phát từ đức tin của người dân Benin vào sức mạnh siêu nhiên. Việc hiến tế động vật được người dân ở đây quan niệm như một điều tốt đẹp, theo đó, nếu hy sinh cho thần linh một thứ gì đó, họ sẽ ban phước và ban cho sức khỏe.

## Các loài khác

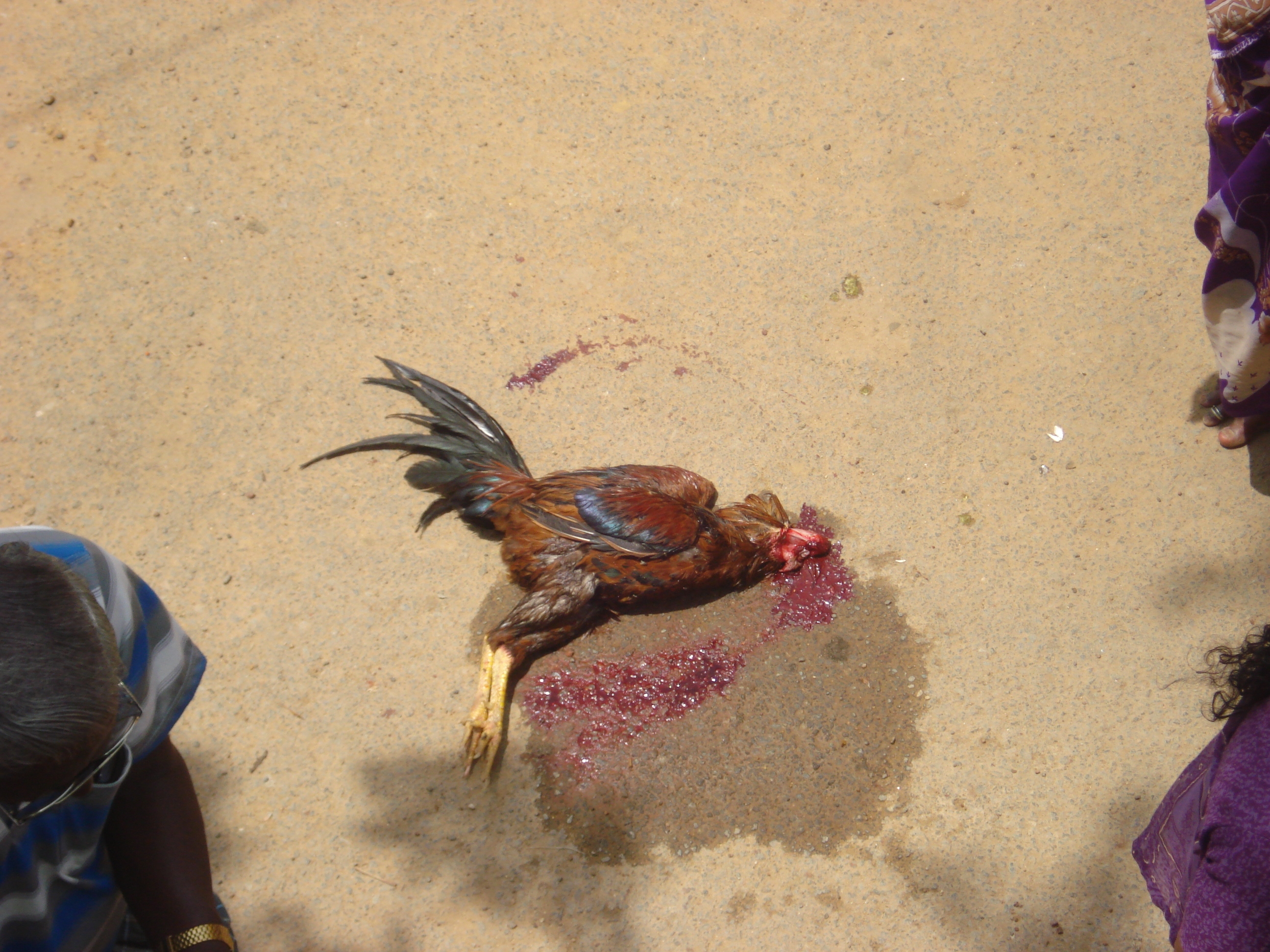
Giết mổ gà cúng

Đối với gà cúng, trước tiên vặt lông ở dưới tai gà, dùng dao sắt cắt một nhát (không cắt quá sâu đứt cả cổ gà, ra ít tiết sẽ bị thâm đen) hứng tiết vào bát cho thêm một chút nước cho xốp. Khi cắt tiết không cầm quá chặt ở phần đầu làm tụ máu, đầu gà bị đen, khi gà chảy hết tiết mới bỏ vào chậu, nếu gà chưa chết hẳn gà sẽ đập mạnh cánh bị gãy không tạo được con gà đẹp. Dùng lạt buộc cổ giữa hai cánh gà, định hình như gà còn sống cổ vươn cao, hai cánh xoè như hai cánh tiên, đôi chân cài vào trong bụng cho gọn.
Đối với những người nấu cao hổ cốt hay làm thit hổ, có những chuyện ly kỳ và chủ yếu là do người ta thần thánh hóa. Xuất phát từ việc hổ là con vật được coi là chúa sơn lâm và được nhiều nơi người dân đưa vào đền, miếu để thờ hổ. Do đó theo quan niệm khi dùng hổ làm thuốc trị bệnh cứu người thì cũng phải được sự đồng ý của vong hồn "Ông Hổ". Vì vậy, trước khi mang xương hổ đi làm sạch, người chủ nấu cao phải để bộ xương của hổ xếp theo đúng hình hài trên một chiếc bàn phủ vải điều và bày ở giữa sân. Lễ vật dâng lên cho Hổ gồm có một chiếc thủ lợn, đuôi lợn để sống và có hương nến cẩn thận. Trước đó, người chủ phải trai giới ít nhất là bảy ngày, đồng thời không được sát sinh bất cứ con vật nào. Việc cúng lễ được tiến hành trước khi mặt trời mọc, trong thời gian hành lễ, đàn bà con gái không được tới gần, những người nấu cao hổ duy trì tập tục cúng bái trước mỗi lần hành sự (không như việc mổ trâu, bò, gà, lợn)..